# Hemmige, Hunsur
Hemmige là một làng thuộc tehsil Hunsur, huyện Mysore, bang Karnataka, Ấn Độ.